# ویکتور تورژانسکی
ویکتور تورژانسکی (انگلیسی: Victor Tourjansky; ۴ مارس ۱۸۹۱ – ۱۳ اوت ۱۹۷۶) کارگردان فیلم، فیلم‌نامه‌نویس و بازیگر اهل روسیه بود. وی بین سال‌های ۱۹۱۳ تا ۱۹۶۴ میلادی فعالیت می‌کرد.
وی کارگردان فیلم‌هایی همچون اورینت اکسپرس و هیرود بزرگ بوده‌است.